# Washington Heights (Chicago)
Pour les articles homonymes, voir Washington Heights (homonymie).

Situation de Washington Heights dans la ville de Chicago

Washington Heights est l'un des 77 secteurs communautaires de la ville de Chicago aux États-Unis.